# Du bist frei
Du bist frei ist das erste Studioalbum der deutschen Schlagersängerin Andrea Berg. Es wurde im September 1992 bei Intercord veröffentlicht.

## Entstehung und Veröffentlichung
Berg hatte den Musikproduzenten Eugen Römer von ihrem Können überzeugt. Bald darauf erschien das Debütalbum Du bist frei. Die Musik schrieb Römer selbst, bei den Texten arbeitete er mit bekannten Songtextern wie Norbert Hammerschmidt, Horst-Herbert Krause und Erich Offierowski zusammen. Den Text zu Sie ist die Frau schrieb Künstlermanagerin Ingrid Reith. Francesco Bruletti war bei So wie beim ersten Mal sowie beim Titelsong am Songwriting beteiligt. Die Keyboards spielte Römer gemeinsam mit Charly Schade ein. Am Saxofon ist Frank Kirchner zu hören, an der Gitarre Peter Wanielik Schneider.
Am 16. Februar 2004 wurde das Album bei Ariola wiederveröffentlicht.

## Gestaltung
Das Cover, das Berg in einen Korbstuhl vor grau-violettem Hintergrund zeigt, wurde von W. A. Serve gestaltet. Die Fotos stammen von Esser & Strauss.

## Titelliste
| #  | Titel                                    | Autor(en)                                      | Produzent(en) | Länge |
| -- | ---------------------------------------- | ---------------------------------------------- | ------------- | ----- |
| 1  | Kilimandscharo                           | Eugen Römer, Erich Offierowski                 | Eugen Römer   | 3:08  |
| 2  | So wie beim ersten Mal                   | Francesco Bruletti, Eugen Römer                | Eugen Römer   | 3:03  |
| 3  | Schau mir noch mal ins Gesicht           | Eugen Römer, Andrea Berg, Horst Herbert Krause | Eugen Römer   | 3:58  |
| 4  | In dieser Nacht                          | Eugen Römer, Horst Herbert Krause,             | Eugen Römer   | 3:34  |
| 5  | Doch träumen will ich nur mit dir allein | Eugen Römer, Andrea Berg                       | Eugen Römer   | 3:34  |
| 6  | Vielleicht verstehst Du mich             | Norbert Hammerschmidt, Eugen Römer             | Eugen Römer   | 3:32  |
| 7  | Sie ist die Frau                         | Eugen Römer, Ingrid Reith                      | Eugen Römer   | 3:21  |
| 8  | Du bist frei                             | Francesco Bruletti, Eugen Römer, Andrea Berg   | Eugen Römer   | 3:58  |
| 9  | Bittersüße Zärtlichkeit                  | Norbert Hammerschmidt, Eugen Römer             | Eugen Römer   | 3:42  |
| 10 | Und dann fehlt mir der Mut               | Eugen Römer, Horst Herbert Krause              | Eugen Römer   | 3:42  |
| 11 | Weil ich dich liebe                      | Eugen Römer, Erich Offierowski                 | Eugen Römer   | 3:28  |
| 12 | Schwarzes Labyrinth                      | Norbert Hammerschmidt, Eugen Römer             | Eugen Römer   | 4:01  |

## Rezeption
Das Album konnte zur Zeit der Veröffentlichung noch nicht die deutschen Charts erreichen. Erst nach der Wiederveröffentlichung 2004 stieg es im März 2004 erstmals auf Platz 49 in die deutsche Hitliste ein und war sechs Wochen platziert. Zudem erreichte es in Österreich Platz 40. Darüber hinaus erzielte es über die Jahre erhebliche Nachverkäufe und erreichte im Jahr 2010 in Deutschland Platinstatus.

### Chartplatzierungen
| ChartsChartplatzierungen | Höchstplatzierung | Wochen |
| ------------------------ | ----------------- | ------ |
| Deutschland (GfK)        | 49 (6 Wo.)        | 6      |
| Österreich (Ö3)          | 40 (11 Wo.)       | 11     |

### Auszeichnungen für Musikverkäufe
| Land/Region        | Auszeichnungen für Musikverkäufe (Land/Region, Auszeichnung, Verkäufe) | Verkäufe |
| ------------------ | ---------------------------------------------------------------------- | -------- |
| Deutschland (BVMI) | Platin                                                                 | 500.000  |
| Insgesamt          | 1× Platin ·                                                            | 500.000  |